# Bernardo Larroudé
Bernardo Larroudé é um município da província de La Pampa, na Argentina.